# Kaschau-Oderberger Bahn
La k. k. privilegierte Kaschau-Oderberger Bahn (Ks.Od.), in ungherese cs. és kir. szab. Kassa-Oderbergi Vasút, era una compagnia ferroviaria privata dell'Impero austro-ungarico, fondata nel 1866. La linea principale della rete, la Ferrovia Košice-Bohumín, univa la città di Košice al confine prussiano presso Bohumín, e quindi alle zone minerarie della Slesia.

## Storia
La Kaschau-Oderberger Bahn ottenne nel 1866 la concessione per la costruzione di una linea ferroviaria che unisse con un tracciato il più diretto possibile la Prussia all'Ungheria. Il tracciato prescelto, aperto all'esercizio dal 1869 al 1872, collegò Bohumín, nella Slesia austriaca, con la città di Košice. Nel 1870 la Ks.Od. attivò un'altra importante linea, la Ferrovia Kysak-Muszyna, che permetteva il collegamento con la Galizia. L'importanza delle due linee consisteva principalmente nel trasporto del carbone dai bacini della Slesia ai territori ungheresi.
Negli anni successivi, la Ks.Od. assunse anche l'esercizio di numerose ferrovie locali concesse a piccole società private.
Dopo il 1918 la rete Ks.Od. venne a trovarsi nel territorio della neonata Cecoslovacchia. Data l'importanza delle linee, il nuovo governo decise di nazionalizzare la rete, che venne incorporata nella società statale ČSD nel 1921.

## Rete
Alla Ks.Od. appartenevano le linee:
- Košice-Bohumín, attivata dal 1869 al 1872
- Kysak-Muszyna, attivata nel 1870
- Kysak-Muszyna, ottenuta nel 1874 dalla società Eperjes-Tarnówi Vasút
- Štrba–Štrbské Pleso, attivata nel 1896 (linea a cremagliera a scartamento metrico, turistica)